# Friedrich von Bothmer (Minister)
Karl Friedrich Ernst August (Freiherr) von Bothmer (* 10. März 1796 in Stolzenau; † 21. Dezember 1861 in Hannover) war ein deutscher Richter, Diplomat und Minister des Königreichs Hannover.

## Leben
Friedrich von Bothmer entstammte der sog. Bennemühler Hauptlinie des niedersächsischen Adelsgeschlechts von Bothmer und war ein Sohn des Amtmanns von Stolzenau Ferdinand von Bothmer. Karl von Bothmer war sein jüngerer Bruder.
Er studierte Rechtswissenschaften an den Universitäten Heidelberg und Göttingen. In Göttingen wurde er 1813 Mitglied des Corps Bremensia. Er trat in den Justizdienst des Königreichs Hannover ein. 1831 führte er als Rat der Justizkanzlei Celle die Untersuchungen gegen die Teilnehmer am Göttinger Aufstand, der von dem Privatdozenten Johann Ernst Arminius von Rauschenplat angeführt worden war. 1841 wurde er Oberappellationsgerichtsrat am Kriminalsenat des Oberappellationsgerichts Celle und später Direktor der Justizkanzlei Celle. in diese Zeit fallen seine juristischen Fachveröffentlichungen. Nach der Deutschen Revolution 1848/1849 wurde er auch politisch im Königreich Hannover aktiv. Er war Mitglied der Ersten Kammer des Ständeversammlung des Königreichs Hannover für die evangelische Geistlichkeit. Er war Gesandter des Königreichs Hannover beim Deutschen Bund und wurde nach kurzzeitiger Rückkehr in den Richterberuf (1853) im Jahr 1855 Kultusminister im hannoverschen Ministerium Wilhelm von Borries. Den päpstlichen Piusorden erhielt er 1857 für die angemessene Ausstattung des Bistums Osnabrück. Bothmer war Rittergutsbesitzer auf Bennemühlen und Bothmer. Er verstarb im Amt als Kultusminister.
Am 21. Mai 1822 heiratete er in Celle Wilhelmine von Schlepegrell (1799–1869), mit der einen Sohn hatte:
- Ferdinand (* 14. Mai 1825 Celle; † 7. Oktober 1905 Hannover), Berechtigung zur Führung des Freiherrntitels vom 14. Dezember 1881, ⚭ 1864 Hedwig Freiin von Hodenberg (1825–1917)

## Schriften
- Gedanken über Gegenstände des Civilprocesses: Besonders in Beziehung auf das gerichtliche Verfahren in den älteren Provinzen Hannovers; Kundigen zur Prüfung, Hahn, Hannover 1839
- Erörterungen und Abhandlungen aus dem Gebiete des Hannoverschen Criminal-Rechts und Criminal-Processes, Hahn, Hannover
- Fragmente zur bürgerlichen Proceß-Ordnung für das Königreich Hannover. Rümpler, Hannover 1854
- Die Verhältnisse der durch Ablösung frei gewordenen Bauerhöfe in Hinsicht auf deren Zusammenhaltung und auf die Erbfolge, Rümpler, Hannover 1855

## Auszeichnungen
- Piusorden erster Klasse